# Museum Vieille Montagne
 (janvier 2019).
Si vous disposez d'ouvrages ou d'articles de référence ou si vous connaissez des sites web de qualité traitant du thème abordé ici, merci de compléter l'article en donnant les références utiles à sa vérifiabilité et en les liant à la section « Notes et références ».
Le Musée Vieille Montagne est consacré à l’histoire de Moresnet neutre et à l’exploitation du minerai de zinc. 

## Histoire
Jusqu’en 2017, les particularités de ce petit territoire étaient présentées au musée de la Vallée de la Gueule. La commune de La Calamine et le service du patrimoine culturel de la Communauté germanophone ont soutenu sa transformation et son déménagement. Une nouvelle exposition permanente a ouvert en septembre 2018 dans les anciens bâtiments de direction de la Vieille-Montagne et de la gare de La Calamine, entièrement rénovés. Pour souligner le lien étroit entre la commune de Kelmis / La Calamine et le minerai (calamine ou Käleme en patois), le musée a été rebaptisé Vieille Montagne.  

## Description
Il raconte l’histoire de la mine depuis le Moyen Âge, sa transformation au début du XIXe siècle  avec Jean-Jacques Dony, l’inventeur des fours à zinc liégeois, et la création du territoire de Moresnet (1816). Une salle présente la vie dans ce territoire « neutre » ; une autre évoque l’histoire de l’entreprise. Le parcours historique s’arrête aux années 1950, lorsque la SA Vieille-Montagne ferme son agence de Moresnet. D’autres espaces illustrent la flore calaminaire et les applications du zinc dans la vie quotidienne. Une salle est consacrée aux techniques minières et à la minéralogie. 
Le site lui-même compte encore quelques traces de son passé. Le bâtiment de Direction (1910) de l’agence de Moresnet de la Société anonyme des mines et fonderies de zinc de la Vieille-Montagne est classé monument historique. À l'intérieur, la décoration Art nouveau bien conservée donne un aperçu de la puissance de cette société. La mine à ciel ouvert, aujourd'hui complètement fermée, était à l'arrière. Au XIXe siècle, la fonderie de zinc se trouvait entre la mine et la chaussée de Liège. Le petit bâtiment, où se trouve aujourd'hui l'entrée du musée, date de cette époque. Il abrite une gare a à partir de 1871. Une partie de l’usine d’oxyde de zinc (1928), surnommée le moulin à poison, existe encore aujourd'hui. Les installations de préparation du minerai s’étalaient  de l'autre côté de la route, comme en témoignent encore l’étang du Casino et la flore calaminaire qui prospère sur les anciennes haldes, devenues une réserve naturelle.  